# Саагрі (Міссо)
Саагрі (ест. Saagri) — село в Естонії, входить до складу волості Міссо, повіту Вирумаа.